# 골종양
골종양(骨腫瘍, bone tumor, bone tumour)은 골조직이 생기는 종양이다. 뼈의 비정상적인 성장은 양성(암이 아닌) 또는 악성(골암)으로 발견된다.
뼈 및 관절암으로 진단을 받은 이후의 평균 5년 생존률은 미국에서 67%에 달한다.

## 분류

### 원발성 골종양
원발성 골종양은 양성 종양과 암으로 구별할 수 있다. 병인론적으로 일반적인 양성 종양은 신생 종양이거나 발전적 종양, 손상적 종양, 감염성 종양, 염증성 종양일 수 있다. 일부 양성 종양은 진정한 신생 종양은 아니며 골연골종이라는 과오종의 성향을 가진다. 양성, 악성을 포함하여 수많은 원발성 종양을 흔히 볼 수 있는 장소는 원위대퇴골, 근위경골(무릎관절 주위)를 포함한다.

단계 1A 골암
단계 1B 골암
단계 2A 골암
단계 2B 골암
단계 3 골암

### 이차성 골종양
정의에 따라 양성 골종양은 전이가 되지 않는 반면 모든 이차성 골종양은 다른 장기로부터 전이된 전이적 병변이며 대개가 가슴, 허파, 전립선의 암종이다.

## 증상
골종양의 가장 흔한 증상은 시간이 지남에 따라 증가하는 통증이다. 종양이 커짐에 따라 통증 또한 증가하므로 수주, 수개월, 심지어는 수년이 지나서 도움을 구하기도 한다. 그 밖의 통증으로는 피로, 발열, 체중 감소, 빈혈, 비특이성 골절이 있을 수 있다. 수많은 환자들은 통증이 없는 덩어리를 제외하고는 어떠한 증상도 경험하지 못한다. 일부 골종양은 뼈의 구조를 약화시켜 병리학적 골절을 일으킬 수 있다.

## 치료
골종양의 치료 방식은 종양의 종류에 따라 크게 달라진다.
- 화학요법과 방사선 검사
- 약물
- 절단 수술
- 열 제거 기법

## 같이 보기
- 골육종